# Piotr Jakubowski
Paweł Jakubowski (ur. 10 sierpnia 1982 w Gdańsku) – polski hokeista grający na pozycji bramkarza, reprezentant kraju.

## Kariera
Piotr Jakubowski karierę sportową rozpoczął w juniorach Stoczniowca Gdańsk, w których występował do 2000 roku. Następnie został uczniem Szkoły Mistrzostwa Sportowego w Sosnowcu, gdzie grał w tamtejszej drużynie hokejowej, a w 2001 roku został jego absolwentem. Potem wyjechał do Opola, gdzie został zawodnikiem debiutującego w krajowych rozgrywkach Orlika Opole, z którym w sezonie 2002/2003 wywalczył historyczny awans do najwyższej klasy rozgrywkowej, w którym sezonie 2003/2004 zakończył rozgrywki ligowe na 5. miejscu, jednak z powodu kłopotów finansowych klub został rozwiązany, w związku z czym został zawodnikiem GKS-u Tychy, z którym w sezonie 2004/2005 zdobył mistrzostwo Polski, jednak był dublerem Arkadiusza Sobeckiego i rozegrał w nim zaledwie 2 mecze ligowe.
Następnie reprezentował barwy: GKS-u Jastrzębie-Zdrój (2005–2009 – awans do Polskiej Ligi Hokejowej w sezonie 2007/2008), Naprzodu Janów (2009–2010 – 28 meczów), ponownie GKS-u Jastrzębie-Zdrój (2010), ponownie GKS-u Tychy (2010–2011 – 5 meczów, wicemistrzostwo Polski 2011), GKS-u Katowice (2011–2012 – 20 meczów, awans do Polskiej Ligi Hokejowej w sezonie 2011/2012), ponownie Orlika Opole (2012–2014 – 20 meczów), następnie z powodu słabnącej pozycji w pierwszej drużynie Żółto-Niebieskich w sezonie 2014/2015 został przeniesiony do występującej w rozgrywkach II ligi drużyny rezerw opolskiego klubu, a po zakończeniu sezonu w wieku 32 lat zakończył karierę sportową.
W trakcie kariery sportowej zyskał pseudonim Balu.

## Kariera reprezentacyjna
Piotr Jakubowski w 2001 roku reprezentował barwy reprezentacji Polski U-20 podczas mistrzostw świata 2001 I Dywizji w Austrii, na których był dublerem Krzysztofa Zborowskiego i rozegrał na tym turnieju 3 mecze, a Biało-Czerwoni pod wodzą Wincentego Kawy zakończyli turniej na 7. miejscu.
Natomiast w seniorskiej reprezentacji Polski w latach 2003–2004 rozegrał 3 mecze. Debiut zaliczył 9 listopada 2003 roku w duńskim Odense w przegranym 7:1 meczu z reprezentacją Norwegii w ramach Euro Ice Hockey Challenge, w którym w 55. minucie Tomasza Wawrzkiewicza. Ostatni mecz w Biało-Czerwonych barwach rozegrał 7 lutego 2004 roku w Mińsku w przegranym 0:6 z reprezentacją Ukrainy w ramach Euro Ice Hockey Challenge, w którym po pierwszej tercji został zastąpiony przez Tomasza Wawrzkiewicza.
| Mecze i gole w reprezentacji | Mecze i gole w reprezentacji | Mecze i gole w reprezentacji | Mecze i gole w reprezentacji | Mecze i gole w reprezentacji | Mecze i gole w reprezentacji | Mecze i gole w reprezentacji |
| Nr                           | Data                         | Miasto                       | Przeciwnik                   | Wynik                        | Rozgrywki                    | Uwagi                        |
| ---------------------------- | ---------------------------- | ---------------------------- | ---------------------------- | ---------------------------- | ---------------------------- | ---------------------------- |
| 1.                           | 09.11.2003                   | Odense                       | Norwegia                     | 1:7 (0:1, 0:2, 1:4)          | Euro Ice Hockey Challenge    | od 55'                       |
| 2.                           | 06.02.2004                   | Mińsk                        | Białoruś                     | 1:7 (0:2, 0:3, 1:2)          | Euro Ice Hockey Challenge    | od 26'                       |
| 3.                           | 07.02.2004                   | Mińsk                        | Ukraina                      | 0:6 (0:3, 0:1, 0:2)          | Euro Ice Hockey Challenge    | do 20'                       |

## Sukcesy
Orlik Opole
- Awans do Polskiej Ligi Hokejowej: 2003
- 5. miejsce w Polskiej Lidze Hokejowej: 2004

GKS Tychy
- Mistrzostwo Polski: 2005
- Wicemistrzostwo Polski: 2011

GKS Jastrzębie-Zdrój
- Awans do Polskiej Ligi Hokejowej: 2008

GKS Katowice
- Awans do Polskiej Ligi Hokejowej: 2012

## Awans doPolskiej Ligi Hokejowej:Przypisy
1. ↑  Nowe twarze w Orliku oraz powroty zawodników do Opola [data dostępu: 2012-08-20]
2. ↑  Przedstawiamy złotą drużynę GKS-u Tychy [data dostępu: 2005-03-21]
3. ↑  Wysoka porażka Polski na zakończenie turnieju [data dostępu: 2003-11-09]
4. ↑  Turniej EIHC: Porażka Polaków [data dostępu: 2004-02-07]
5. ↑  EIHC: Ukraina rozgromiła Polskę [data dostępu: 2004-02-07]